# Хянга (деревня)
Хя́нга (эст. Hänga), ранее Ге́нга (нем. Genga) — деревня в волости Сааремаа уезда Сааремаа, Эстония.
До административной реформы местных самоуправлений Эстонии 2017 года входила в состав волости Торгу (упразднена).

## География и описание
Расположена на острове Сааремаа, на полуострове Сырве, в 43 км от волостного и уездного центра — города Курессааре.  Высота над уровнем моря — 18 метров.  
Через деревню проходит шоссе Курессааре—Сяэре.
Климат умеренный. Официальный язык — эстонский. Почтовый индекс — 93111.

## Население
По переписи населения 2021 года, в Хянга насчитывалось 17 жителей, из них 14 (82,4 %) — эстонцы.
По данным переписи населения 2011 года в деревне проживали 11 человек, все — эстонцы.
Численность населения деревни Хянга по данным переписей населения:
| Год  | 1959 | 1970 | 2000 | 2011 | 2021 |
| ---- | ---- | ---- | ---- | ---- | ---- |
| Чел. | 66   | ↘ 45 | ↘ 20 | ↘ 11 | ↗ 17 |

## История
В источниках 1521 года упоминается Michel Enge, 1537 года — Michel Einghe, Eyenge, 1798 года — Henga.
В 1977–1997 годах Хянга официально была частью деревни Люлле (эст. Lülle). В народе деревня делится на части: на севере — Метсакюла (эст. Metsaküla — «Лесная деревня») или Арукюла (эст. Aruküla) и на западе — Сууреанну (эст. Suureannu) или Сууренаотс (эст. Suurenaots), также Райсаотс (эст. Raisaots).
В 1965 году на территории деревни был установлен памятник с надписью «В 1941 году здесь сожженo немецкими фашистами свыше 100 офицеров и политработников Советской Армии». В протоколе от 30 ноября 2022 год]а рабочая группа по советским памятникам при Госканцелярии Эстонии (РГСП) признала этот памятник «нейтральным монументом», т. е. не подлежащим демонтажу. Надпись ещё до публикации протокола РГСП была заменена на новую: «В память погибшим на Сырве в 1941—1945 гг.»; первоначальная табличка перевезена в Военный музей Сырве (см. Список советских военных памятников Эстонии).
Памятник посвящён одному из трагических событий Второй мировой войны. На этом месте в 1941 году находился советский гарнизонный матросский клуб, построенный незадолго до войны. В октябре 1941 года, сломив сопротивление оборонявшихся на полуострове Сырве советских частей, фашисты взяли в плен солдат, а в здании заперли офицеров и политработников, облили его и подожгли. Каждого, кто пытался выбраться из огня, расстреливали из автоматов.

## Происхождение топонима
Историк из балтийских немцев Пауль Йохансен (1901—1965) основой названия деревни считал шведское слово äng — «луг», а эстонский учёный Лео Тийк (1910—1996) — искажённое личное имя Энгельбрехт (Engelbrecht).

## Комментарии
1. ↑  Эстонские топонимы, оканчивающиеся на -а, не склоняются и не имеют женского рода (исключение — Нарва)[6].